# Baczyński (Pisz do mnie listy)
Baczyński (Pisz do mnie listy) – singel polskiej piosenkarki Sanah oraz piosenkarki Anny Dąbrowskiej z albumu studyjnego Uczta. Singel został wydany 21 marca 2022 roku. Tekst utworu został napisany przez Krzysztofa Kamila Baczyńskiego.
Nagranie otrzymało w Polsce status złotej płyty w 2022 roku.
Singel zdobył ponad 3 miliony wyświetleń w serwisie YouTube (2023) oraz ponad 4 miliony odsłuchań w serwisie Spotify (2023).

## Nagrywanie
Utwór został wyprodukowany przez Pawła Odoszewskiego. Tekst do utworu został napisany przez Zuzannę Irenę Grabowską i Annę Dąbrowską.

## Twórcy
- Sanah, Anna Dąbrowska – słowa[1][2]
- Zuzanna Irena Grabowska, Anna Dąbrowska – tekst[1]
- Paweł Odoszewski – produkcja[1][2]

## Certyfikaty
| Kraj          | Certyfikat  |
| ------------- | ----------- |
| Polska (ZPAV) | złota płyta |